# William R. Caddy
William Robert Caddy, (Quincy, 8 de agosto de 1925 – Iwo Jima, 3 de março de 1945) foi um soldado primeira classe do Corpo de Fuzileiros Navais dos Estados Unidos, que sacrificou sua vida para salvar a vida do líder e do sargento de seu pelotão durante a Batalha de Iwo Jima. Por sua bravura, ele postumamente recebeu de seu país a maior decoração militar — a Medalha de Honra. Ele foi o 72º membro do Corpo de Fuzileiros Navais a receber esta honra por atos durante a Segunda Guerra Mundial.
Caddy saiu da escola depois de 2 anos e trabalhou dando maior parte dos seus ganhos para sua mãe antes de ser redigido ao Corpo de fuzileiros navais em 1943. Ele participou do treinamento e foi enviado ao exterior para o Teatro do Pacífico da segunda Guerra Mundial a bordo do USS Arthur Middleton. Após o Middleton ele foi para o Havaí para um treinamento e, em seguida, foi para Iwo Jima, a bordo do USS Darke (APA-159). Nos próximos 12 dias, ele lutou com sua unidade na ilha, até que foi morto em 3 de março de 1945, quando uma granada inimiga caiu perto dele, sacrificando-se ao sufocar a explosão com o seu próprio corpo.

## Primeiros anos
William Robert Caddy nasceu em Quincy, Massachusetts em 8 de agosto de 1925, e frequentou as escolas de Quincy até o ensino médio. Durante o ensino médio, ele foi selecionado para as escolas do time de beisebol do colégio, mas ele deixou a escola depois de seu segundo ano. Ele trabalhou como ajudante de caminhão leiteiro por um tempo, ele recebia US$25 por semana e deu grande parte de seu pagamento para a sua mãe.

## Serviço no Corpo de fuzileiros
Caddy foi introduzido no Corpo de Fuzileiros Navais dos Estados Unidos através do processo seletivo do sistema em 27 de outubro de 1943 e foi colocado em dever inativo até 10 de novembro de 1943, quando ele foi ordenado no treinamento de recrutas em Parris Island, Carolina do Sul. Enquanto participava do treinamento, Caddy recebeu aprovação para manusear várias armas em uso no momento, incluindo: Reising sub-machine gun, Browning automatic rifle, carabina M-1 carabina, baioneta e granada de mão. Quando chegou a hora de qualificar-se no serviço de rifle, ele obteve uma pontuação de 305, qualificando-o como um atirador de elite.
O Soldado Primeira Classe, Caddy foi inicialmente enterrado no cemitério da 5ª Divisão da Marinha em Iwo Jima e foi, mais tarde, novamente enterrado no National Memorial Cemetery of the Pacific,em Honolulu, Havaí, em 1948. Seu túmulo pode ser encontrado na Seção C, Sepultura 81

## Honras póstumas
A Liga do Corpo de fuzileiros navais detachment  #124, William R. Caddy Detachment (Quincy, Massachusetts), foi nomeado destinatár do Corpo de fuzileiros navais' Medalha de Honra do destinatário, em 1946.
Em outubro de 1963, a Treasure Island Park em Quincy foi renomeada para "P.F.C. William R. Caddy Memorial Park."